# Filips III van Namen
Filips III van Namen (1319 – Famagusta, september 1337) was markgraaf van Namen van 1336 tot 1337.

## Leven
Hij was de vierde zoon van Jan I, markgraaf van Namen, en Maria van Artesië.
Nadat zijn oudere broer Gwijde II van Namen in maart 1336 tijdens een toernooi in Vlaanderen was gedood, volgde Filips hem op als markgraaf. Filips was op dat moment in Zweden aan het hof van zijn zus Blanca van Namen, koningin-gemalin van Zweden en Noorwegen. Vandaar reisde hij via Cyprus af naar het Heilige Land, samen met zijn zwager Hendrik II van Vianden.
We weten uit een oorkonde van 23 juni 1336 dat "Philippus comes Namucensis" (zoals hij werd genoemd) goederen aan de Sint-Aubankathedraal heeft geschonken, in overeenstemming met het testament van "frater noster dominus Guido quondam comes Namucensis".
Tijdens hun oponthoud in Famagusta, gedroegen hij en zijn metgezellen zich zo slecht, dat de burgers van Famagusta besloten om ze allemaal te doden. Filips en de graaf van Vianden werden daarop begraven in de Franciscanerkerk van Famagusta.
Hij werd opgevolgd door zijn jongere broer Willem I van Namen.

## Voorouders
| Voorouders van Filips III van Namen | Voorouders van Filips III van Namen                                                 | Voorouders van Filips III van Namen                                                 | Voorouders van Filips III van Namen                                         | Voorouders van Filips III van Namen                                         | Voorouders van Filips III van Namen                                       | Voorouders van Filips III van Namen                                       | Voorouders van Filips III van Namen                                     | Voorouders van Filips III van Namen                                     |
| ----------------------------------- | ----------------------------------------------------------------------------------- | ----------------------------------------------------------------------------------- | --------------------------------------------------------------------------- | --------------------------------------------------------------------------- | ------------------------------------------------------------------------- | ------------------------------------------------------------------------- | ----------------------------------------------------------------------- | ----------------------------------------------------------------------- |
| Overgrootouders                     | Willem II van Dampierre (1196-1231) ∞ 1223 Margaretha II van Vlaanderen (1202-1280) | Willem II van Dampierre (1196-1231) ∞ 1223 Margaretha II van Vlaanderen (1202-1280) | Hendrik V van Luxemburg (1216-1281 ∞ 1240 Margaretha van Bar (1220-1275)    | Hendrik V van Luxemburg (1216-1281 ∞ 1240 Margaretha van Bar (1220-1275)    | Robert II van Artesië (1250-1302) ∞ 1262 Amicia van Courtenay (1250-1275) | Robert II van Artesië (1250-1302) ∞ 1262 Amicia van Courtenay (1250-1275) | Jan II van Bretagne (1239-1305) ∞ 1260 Beatrix van Engeland (1142-1275) | Jan II van Bretagne (1239-1305) ∞ 1260 Beatrix van Engeland (1142-1275) |
| Grootouders                         | Gwijde van Dampierre (±1226-1305) ∞ 1265 Isabella van Luxemburg (1247-1289)         | Gwijde van Dampierre (±1226-1305) ∞ 1265 Isabella van Luxemburg (1247-1289)         | Gwijde van Dampierre (±1226-1305) ∞ 1265 Isabella van Luxemburg (1247-1289) | Gwijde van Dampierre (±1226-1305) ∞ 1265 Isabella van Luxemburg (1247-1289) | Filips van Artesië (1269-1298) ∞ Blanche van Dreux (1270-1327)            | Filips van Artesië (1269-1298) ∞ Blanche van Dreux (1270-1327)            | Filips van Artesië (1269-1298) ∞ Blanche van Dreux (1270-1327)          | Filips van Artesië (1269-1298) ∞ Blanche van Dreux (1270-1327)          |
| Ouders                              | Jan I van Namen (1267–1330) ∞ 1309 Maria van Artesië (1291-1365)                    | Jan I van Namen (1267–1330) ∞ 1309 Maria van Artesië (1291-1365)                    | Jan I van Namen (1267–1330) ∞ 1309 Maria van Artesië (1291-1365)            | Jan I van Namen (1267–1330) ∞ 1309 Maria van Artesië (1291-1365)            | Jan I van Namen (1267–1330) ∞ 1309 Maria van Artesië (1291-1365)          | Jan I van Namen (1267–1330) ∞ 1309 Maria van Artesië (1291-1365)          | Jan I van Namen (1267–1330) ∞ 1309 Maria van Artesië (1291-1365)        | Jan I van Namen (1267–1330) ∞ 1309 Maria van Artesië (1291-1365)        |
| Filips III van Namen (1319–1337)    |                                                                                     |                                                                                     |                                                                             |                                                                             |                                                                           |                                                                           |                                                                         |                                                                         |